# Chechło Drugie
Chechło [pronunciación en polaco: /ˈxɛxwɔ druɡʲɛ/] es un pueblo ubicado en el distrito administrativo de Gmina Dobroń, dentro del condado de Pabianice, Voivodato de Łódź, en el centro de Polonia. Se encuentra a unos 3 kilómetros al este de Dobroń, a 7 kilómetros al oeste de Pabianice, y a 21 kilómetros suroeste de la capital regional Łódź.